# Пятиизбянский
Пятиизбя́нский — хутор в Калачёвском районе Волгоградской области. Административный центр Пятиизбянского сельского поселения.

## География
Хутор расположен на правом берегу Дона, в 15 км к югу от города Калач-на-Дону.

### Список улиц
- Астраханская
- Донская
- Калиновая
- Липовая
- Центральная

## Название
Предания утверждают, что название связано с тем, что заложенный здесь казачий городок первоначально состоял из 5 изб. По одной из легенд атаман Ермак Тимофеевич, дойдя до места будущего поселения, оставил 5 семей, и с той поры «стан назвали Пять Изб». Другая легенда рассказывает о том, что в далекие времена разбойничья казачья ватага действовала на Хопре. Её жилища были прокляты неким купцом, на глазах у которого зарезали его сына. Якобы из-за проклятия у «воров» начался мор, и оставшимся в живых пришлось сменить местопребывание. «Пять лодок ушло к Дону» (подразумевается, что от экипажей 5 лодок появились название Пять Изб). Согласно семейному преданию графа Денисова, основатель их рода Денис Ильин (прозванный турками Денис-Батырь), раскольник и воевода из Новгорода, в царствование Алексея Михайловича вышел на Дон, остановился у маленького казачьего городка и к четырём избам прибавил свою, пятую, назвав при этом поселение Пяти Избами.

## История
Исследователь В. В. Лунин относит возникновение казачьего городка Пять Изб к 1613 году. Известные волгоградские историки В. И. Гомулов и В. И. Супрун пишут: «Мы считаем, что городки Голубые, Качалин, Пять Изб возникли раньше, примерно в 1543—1545 годы». В то же время в энциклопедии «Калач-на-Дону» доктор юридических наук, профессор Е. А. Мохов пишет, что «Первое известное упоминание содержится в московской росписи городков 1593 г.».
Станица Пятиизбянская входила во Второй Донской округ. Из этой станицы происходил казачий род Денисовых, давший нескольких атаманов и генералов. В 1859 году в станице имелось 200 дворов, православная церковь, проживало 316 душ мужского и 272 женского пола. Согласно Списку населённых мест Области Войска Донского по переписи 1873 года в станице имелось 228 дворов, проживало 454 душ мужского и 523 женского пола.
Согласно переписи населения 1897 года в станице проживало 582 душ мужского и 547 женского пола. К началу 1915 года в станице проживало 528 душ мужского и 531 женского пола
В 1921 году в составе Второго Донского округа включена в состав Царицынской губернии. В 1928 году хутор Пятиизбянский вошла в состав Калачевского района Сталинградского округа Нижневолжского края (с 1934 года — Сталинградский край, с 1936 года — Сталинградская область, с 1961 года — Волгоградская область).
В 1952 году территория хутора была частично затоплена при заполнении Цимлянского водохранилища.
В 1959 году Пятиизбянский сельский совет был передан в состав Суровикинского района. В 1999 году Пятиизбянский сельский совет вновь был включён в состав Калачёвского района.

## Население
Динамика численности населения по годам:
| 1859 | 1873 | 1897 | 1915 |
| ---- | ---- | ---- | ---- |
| 588  | 977  | 1129 | 1059 |

### Известные уроженцы
- Денисов, Карп Петрович (1731—?) — генерал-майор казачьего войска, участник боёв против Емельяна Пугачёва под Царицыным.
- Денисов, Фёдор Петрович (1738—1803) — граф, генерал от кавалерии.
- Денисов, Андриан Карпович (1763—1841) — генерал-лейтенант, войсковой атаман Войска Донского.
- Денисов, Василий Тимофеевич (1771—1822) — генерал-майор.
- Орлов-Денисов, Василий Васильевич (1775—1843) — генерал от кавалерии.
- Кучеров, Николай Матвеевич (1879—1923) — генерал-майор.

## Культура
Так как хутор расположился по правой стороне Цимлянского водохранилища, вдоль него — прекрасные места для отдыха, охоты, рыбной ловли.

## Образование
- МКДОУ Детский сад «Березка».
- МКОУ «Пятиизбянская средняя общеобразовательная школа».

## Достопримечательности
Имеется церковь, которую построили в XVI—XVII вв. По преданию в ней крестили Степана Разина.
Памятный камень в основании будущего памятника атаману Войска Донского, участнику Отечественной войны 1812 года Андриану Карповичу Денисову, на мраморной плите которого начертаны такие слова: «Прославленному роду казаков Денисовых, уроженцев станицы Пятиизбянской, от благодарных потомков, станичного казачьего общества Калачевского-на-Дону. 29.09.12».

## Экономика
В хуторе находится отделение почты, отделение Сбербанка, база отдыха.